# Дом Советов (Оренбург)
Дом Советов — административное здание в Оренбурге, в котором размещаются Правительство Оренбургской области и Законодательное Собрание Оренбургской области. Расположено по адресу ул. 9 Января, 64.

## История
Дом Советов построен был построен в 1936—1940 годах на Сакмарской площади, где когда-то находились Сакмарские городские ворота.
Строительство здания затянулось до 1939 года, а внутренняя отделка до начала Великой Отечественной войны.
Рядом с Домом Советов был заложен сквер с фонтаном. Раньше на его месте был величественный Казанский кафедральный собор, который был взорван и разрушен в 1932-1936 годах. Ходят легенды, что техническое помещение фонтана находится в подвале разрушенного собора.
В 1963 году рядом с Домом Советов поставили 13-метровый гранитный памятник В.И. Ленину. Сквер с фонтаном стал частью большой площади Ленина, на которой проводятся митинги, парады и другие торжественные мероприятия.
В советское время здание занимали областной комитет КПСС и областной исполнительный комитет. После распада СССР здание заняли Правительство Оренбургской области и Законодательное Собрание Оренбургской области.

## Архитектура
Здание выполнено в стиле сталинского монументального классицизма по проекту архитектора И. Виноградова.